# Dedinka
Dedinka es un municipio del distrito de Nové Zámky en la región de Nitra, Eslovaquia, con una población estimada a final del año 2024 de 632 habitantes.
Se encuentra ubicado al sur de la región, cerca de los ríos Nitra y Hron (cuenca hidrográfica del Danubio) y de la frontera con Hungría.

## Demografía
| Año        | 1994 | 2004    | 2014     | 2024     |
| ---------- | ---- | ------- | -------- | -------- |
| Población  | 889  | 832     | 735      | 632      |
| Diferencia |      | −6,41 % | −11,65 % | −14,01 % |

| Año        | 2023 | 2024    |
| ---------- | ---- | ------- |
| Población  | 647  | 632     |
| Diferencia |      | −2,31 % |